# اداسوسی
اداسوسی (به لاتین: Adaševci) در کرواسی است که در استان خودمختار وویوودینا واقع شده‌است.

## خصوصیات
اداسوسی ۲٬۱۶۶ نفر جمعیت دارد.